# Marie Magdalena Rustad
Marie Magdalena Rustad (31. prosinec 1859 – 22. června 1943) byla úřednice na norském dvoru. Sloužila jako paní „hoffmeisterová“ pro královnu Maud z Walesu. Působila také jako fotografka. Byla vdaná za Fritze Rustada.

## Galerie

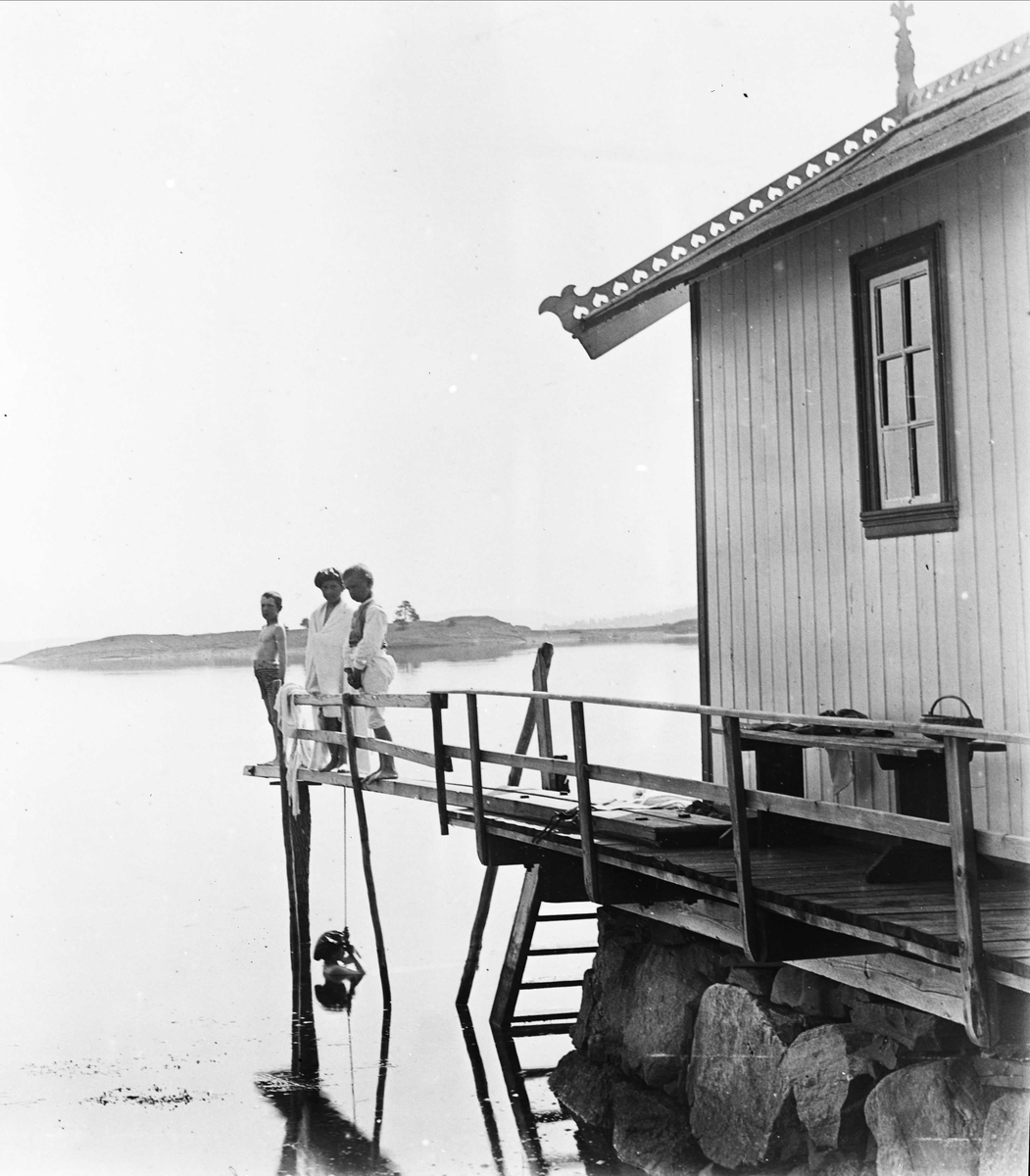
Badehus ved Løkenes gård, asi 1890
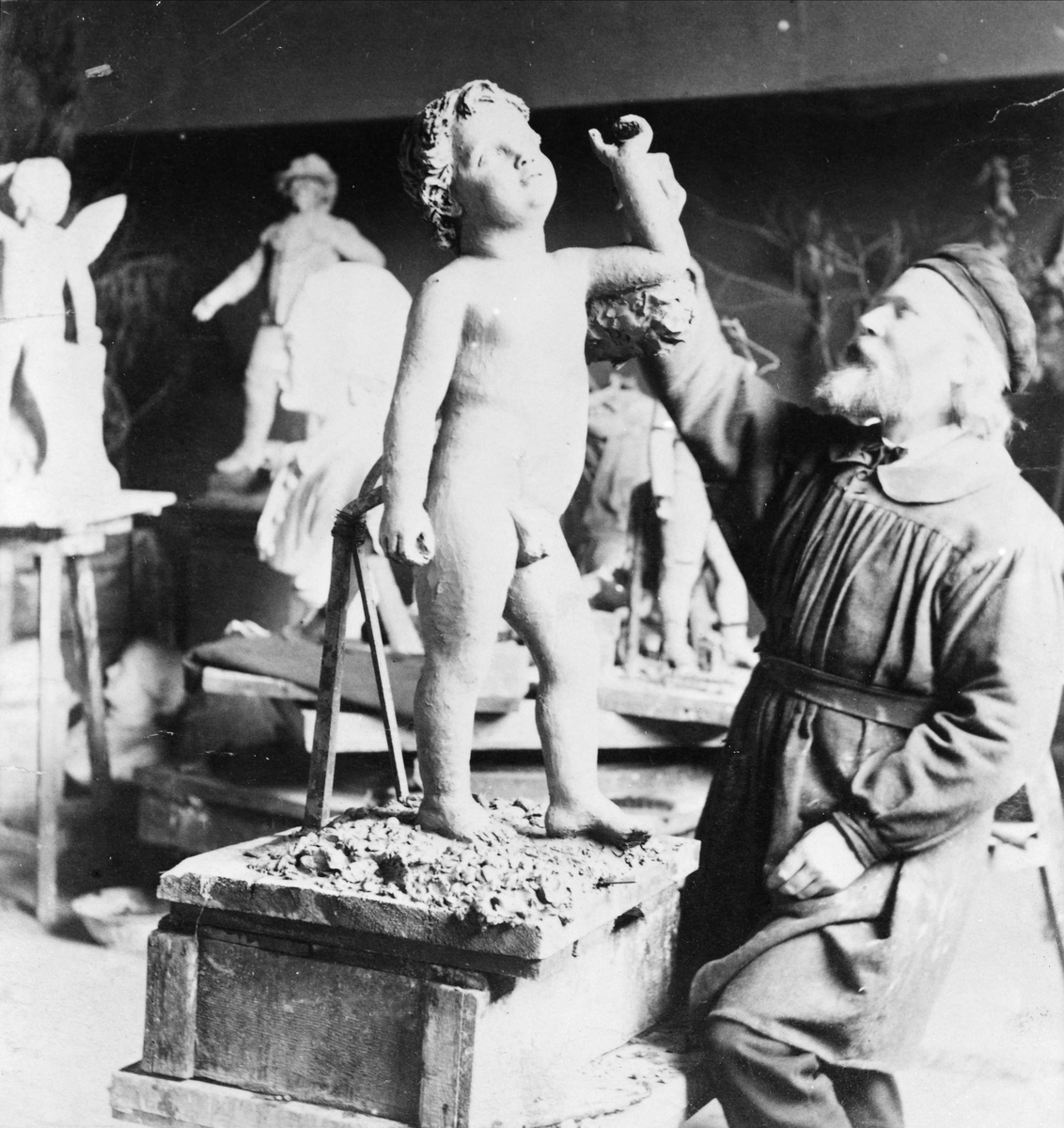
Billedhugger Carl Jacobsen, asi 1890
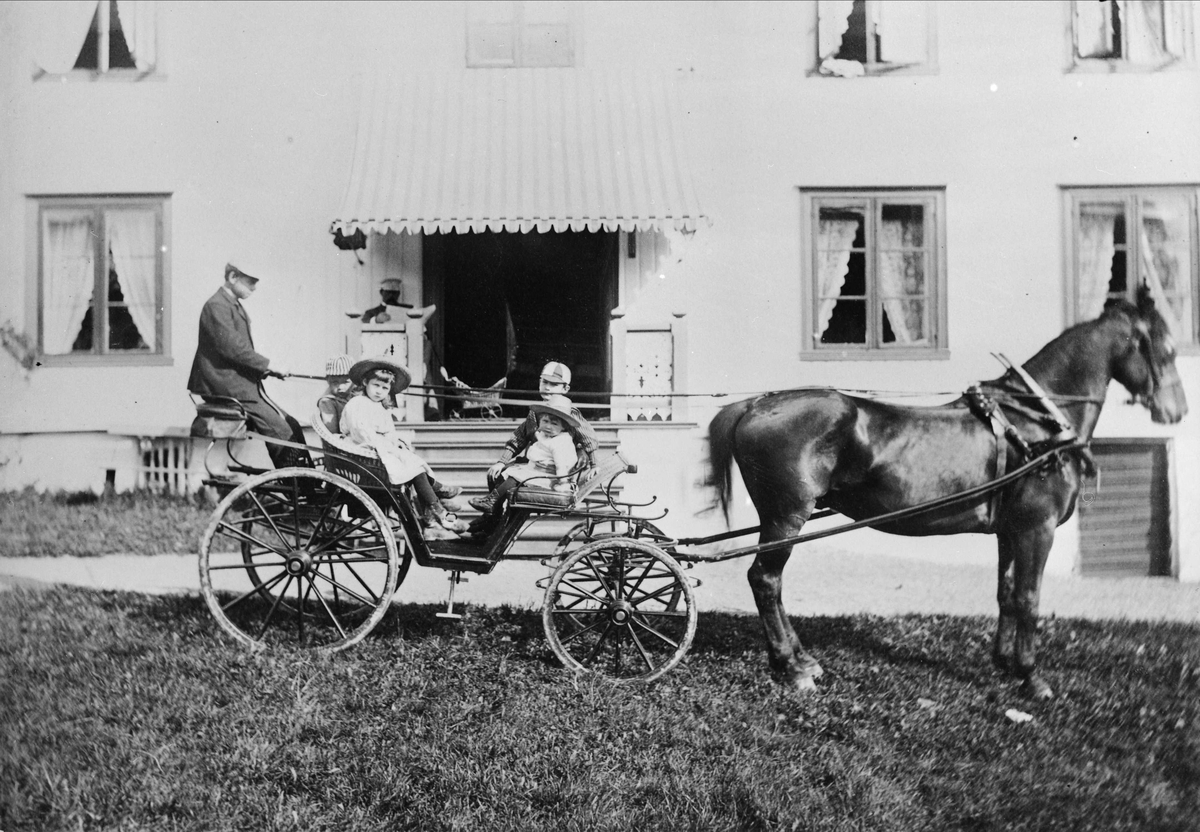
Løkenes gård, asi 1890
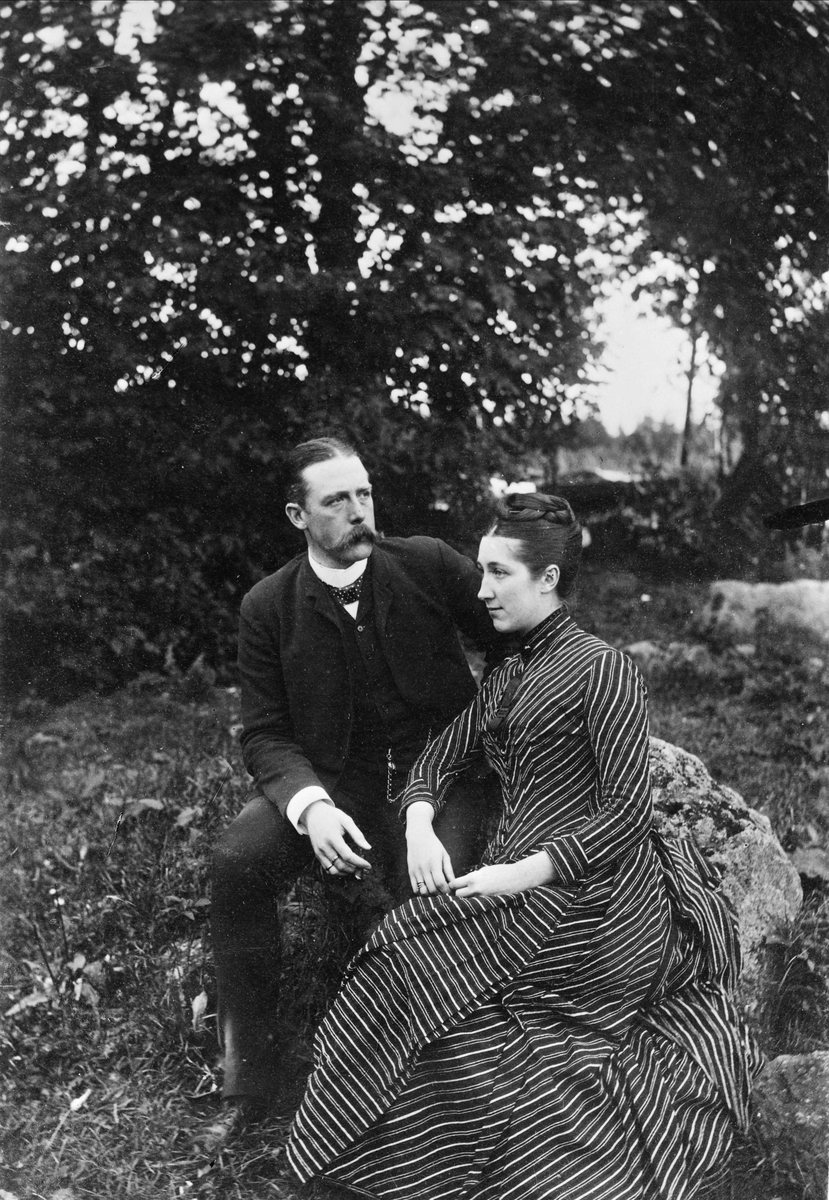
Marie og Fritz Rustad, asi 1885
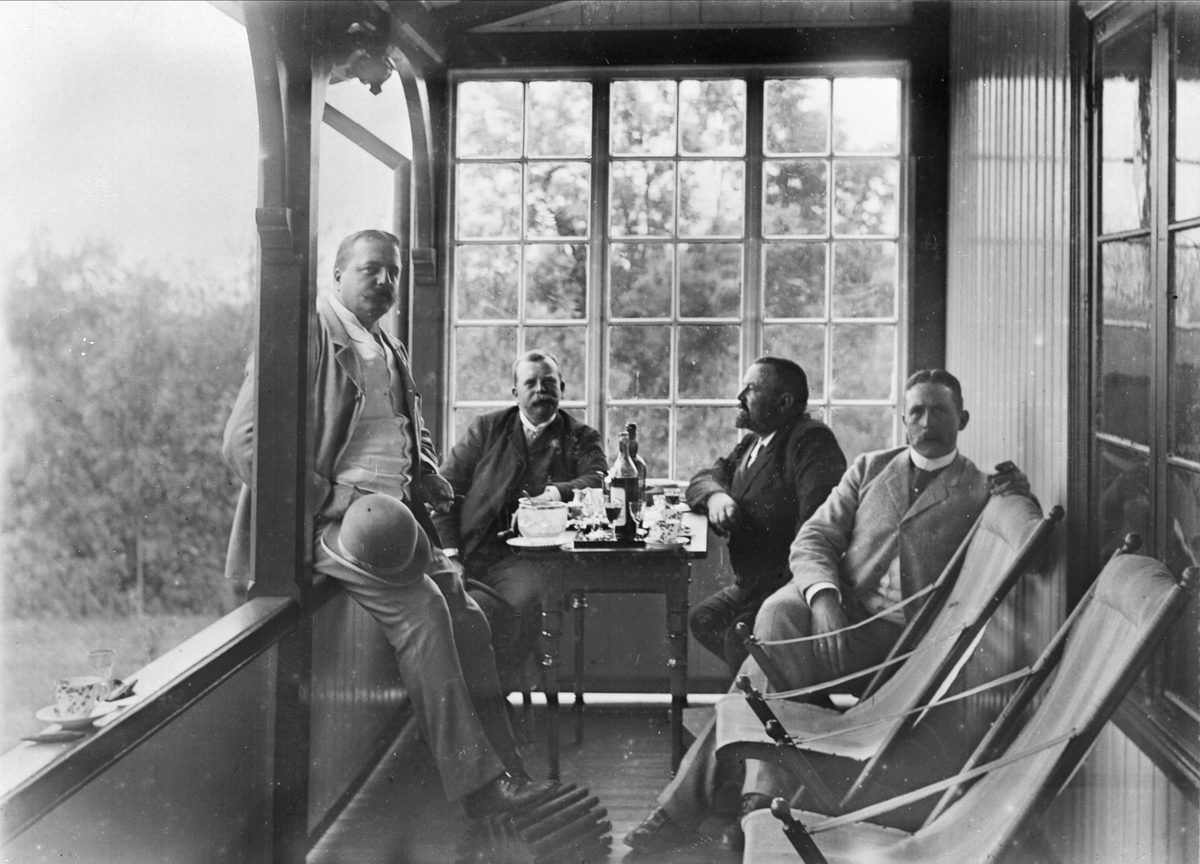
Fire menn på glassveranda på Løkenes gård – Fritz Rustad, Hans L. Rustad, Ove Gude og ukjent, asi 1890
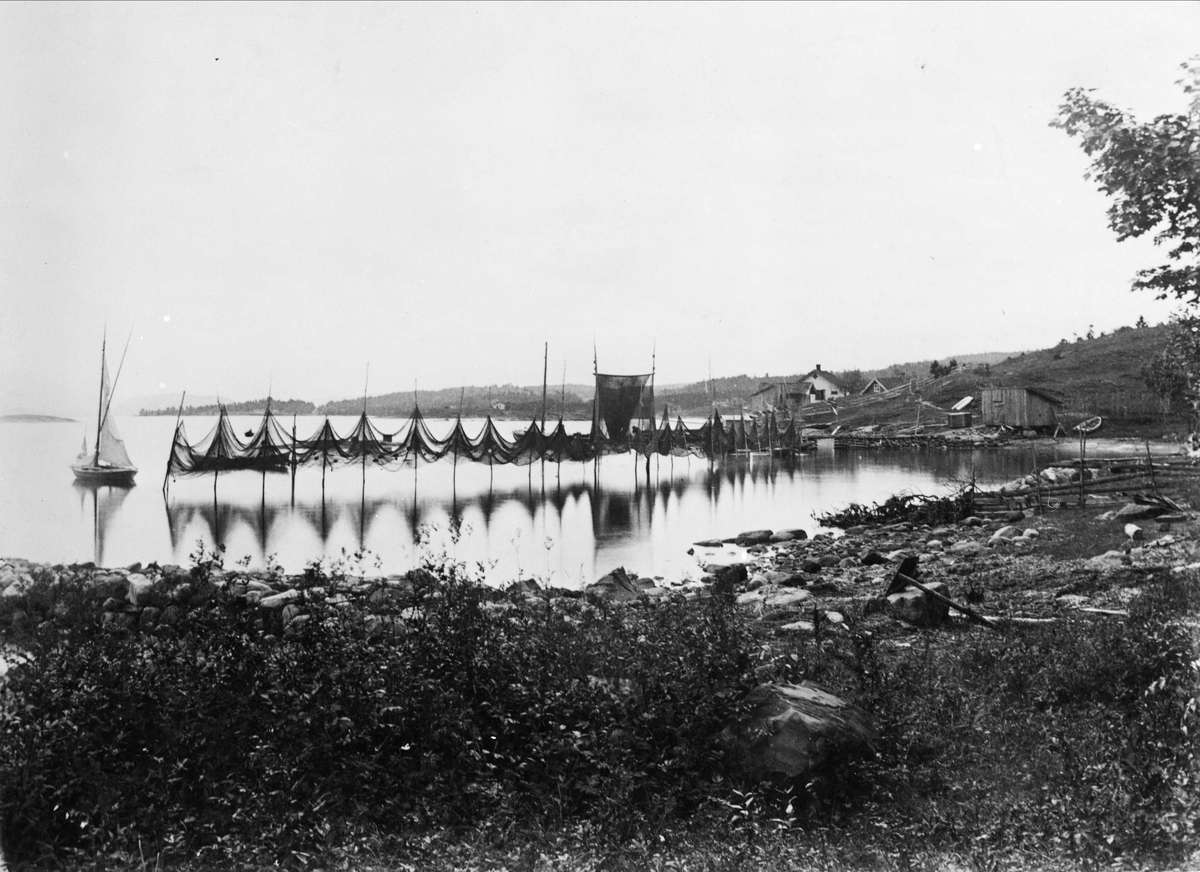
Fjord, fjære, garntørking – Blakstadbukta, asi 1890